# Берклі
Берклі (англ. Berkeley) — місто (англ. city) в США, в окрузі Аламіда штату Каліфорнія. Населення — 124 321 особа (2020).
Машинобудування, хімічна, харчова промисловість. Берклі відомий як науковий центр. У місті розташований Університет Каліфорнії, Берклі з науково-дослідним центром в галузі атомної фізики, найстаріший кампус Каліфорнійського університету, Національна лабораторія Берклі та інші інститути й лабораторії. Вважається одним з найліберальніших міст США.
На честь міста названо астероїд 716 Берклі.

## Географія
Берклі розташоване на східному узбережжі затоки Сан-Франциско за координатами 37°52′0″ пн. ш. 122°17′57″ зх. д. / 37.86667° пн. ш. 122.29917° зх. д. (37.866702, -122.299066).  За даними Бюро перепису населення США в 2010 році місто мало площу 45,83 км², з яких 27,12 км² — суходіл та 18,72 км² — водойми.

### Клімат
| Клімат : Берклі                          | Клімат : Берклі | Клімат : Берклі | Клімат : Берклі | Клімат : Берклі | Клімат : Берклі | Клімат : Берклі | Клімат : Берклі | Клімат : Берклі | Клімат : Берклі | Клімат : Берклі | Клімат : Берклі | Клімат : Берклі | Клімат : Берклі |
| Показник                                 | Січ.            | Лют.            | Бер.            | Квіт.           | Трав.           | Черв.           | Лип.            | Серп.           | Вер.            | Жовт.           | Лист.           | Груд.           | Рік             |
| Абсолютний максимум, °C                  | 25,0            | 26,7            | 30,6            | 35,0            | 38,3            | 41,7            | 41,7            | 40,0            | 41,1            | 37,2            | 30,0            | 26,7            | 41,7            |
| Середній максимум, °C                    | 14,7            | 16,4            | 17,9            | 19,3            | 20,9            | 22,9            | 23,3            | 23,5            | 23,8            | 22,5            | 18,2            | 14,8            | 19,9            |
| Середній мінімум, °C                     | 5,6             | 6,8             | 7,6             | 8,1             | 9,7             | 10,9            | 11,7            | 12,2            | 11,9            | 10,8            | 8,1             | 5,9             | 9,1             |
| Абсолютний мінімум, °C                   | −3,9            | −1,7            | 0,6             | 2,2             | 2,2             | 4,4             | 4,4             | 5,6             | 3,3             | 3,3             | 0,6             | −3,9            | −3,9            |
| Норма опадів, мм                         | 126             | 132             | 98              | 42              | 22              | 4               | 0               | 2               | 6               | 35              | 84              | 128             | 679             |
| ---------------------------------------- | --------------- | --------------- | --------------- | --------------- | --------------- | --------------- | --------------- | --------------- | --------------- | --------------- | --------------- | --------------- | --------------- |
| Джерело: Western Regional Climate Center |                 |                 |                 |                 |                 |                 |                 |                 |                 |                 |                 |                 |                 |

## Демографія
Згідно з переписом 2010 року, у місті мешкало 112 580 осіб у 46 029 домогосподарствах у складі 18 792 родин. Густота населення становила 2456 осіб/км².  Було 49454 помешкання (1079/км²).
Расовий склад населення:
| - 59,5 % — білих - 19,3 % — азіатів - 10,0 % — чорних або афроамериканців - 0,4 % — корінних американців - 0,2 % — вихідців з тихоокеанських островів - 4,4 % — осіб інших рас |

До двох чи більше рас належало 6,2 %. Частка іспаномовних становила 10,8 % від усіх жителів.
За віковим діапазоном населення розподілялося таким чином: 12,3 % — особи молодші 18 років, 76,0 % — особи у віці 18—64 років, 11,7 % — особи у віці 65 років та старші. Медіана віку мешканця становила 31,0 року. На 100 осіб жіночої статі у місті припадало 95,6 чоловіків;  на 100 жінок у віці від 18 років та старших — 94,2 чоловіків також старших 18 років.
Середній дохід на одне домашнє господарство  становив 102 822 долари США (медіана — 66 237), а середній дохід на одну сім'ю — 153 712 долари (медіана — 118 190). Медіана доходів становила 71 289 доларів для чоловіків та 57 720 доларів для жінок. За межею бідності перебувало 20,4 % осіб, у тому числі 10,1 % дітей у віці до 18 років та 9,7 % осіб у віці 65 років та старших.
Цивільне працевлаштоване населення становило 58 831 осіб. Основні галузі зайнятості: освіта, охорона здоров'я та соціальна допомога — 36,4 %, науковці, спеціалісти, менеджери — 20,1 %, мистецтво, розваги та відпочинок — 8,6 %, роздрібна торгівля — 7,3 %.

## Міста-побратими
- Малі: Гао
- Росія: Дмітров
- США: Резервація Блекфіт
- Німеччина: Єна
- Росія: Улан-Уде
- Малайзія: Ума-Баванг
- Японія: Сакаі
- Сальвадор: Сан-Антоніо-лос-Ранчос
- Південно-Африканська Республіка: Укасіє
- Колумбія: Іондо
- Куба: Пальма-Сорьяно
- Нікарагуа: Леон

## Відомі особистості
- Е́двард Дже́ннер(1749 -1823) — англійський лікар, що першим винайшов та застосував щеплення коров'ячої віспи людям від натуральної віспи
- Олександер Божко (1905—1970) — професор Каліфорнійського університету, учасник Другої світової війни, в 1920-30-х — український громадський діяч в Харбіні (Китай), народився в с. Вороніж нині Сумської области, помер і похований у Берклі.
- Девід Броуер (1912—2000) — американський діяч охорони дикої природи, публіцист. Народився в Берклі
- Джеймс Френсіс Айворі (*1928) — американський кінорежисер
- Челсі Квін Ярбро (1942) — американська письменниця, народилася і мешкає в Берклі.
- Ребекка Ромейн — акторка, народилася в місті 1972 року.